# Albert Simonin
Albert Simonin (* 18. April 1905 in Paris; † 15. Februar 1980) war ein französischer Schriftsteller, Szenarist, Autor von Kriminalromanen und Lexikograf des Argot.

## Leben und Werk
Simonin schrieb nach dem Zweiten Weltkrieg Kriminalromane (Roman noir) in einer mit Argotwortschatz durchsetzten Sprache, die heute veraltet ist. Am berühmtesten war  Touchez pas au grisbi ! (mit einem Vorwort von Pierre Mac Orlan), Paris 1953 (verfilmt durch Jacques Becker, deutscher Film- und Buchtitel: Wenn es Nacht wird in Paris, Wien/München/Basel 1958). 

Zum Verständnis des Argot verfasste Simonin ein Wörterbuch mit dem auf den Petit Larousse illustré anspielenden Titel Le Petit Simonin illustré. Dictionnaire d'usage (Paris 1957, ab 1958 mit einem Vorwort von Jean Cocteau), in 2. Auflage u. d. T.  Petit Simonin illustré par l'exemple (Paris 1968).

## Ehrungen
- 1979 Prix Saint-Simon

## Weitere Werke
- Textes divers, hrsg. von  Jacques Goursaud und Marie-Hélène Simonin, Paris 2006

## Filmografie
Drehbuch
- 1954: Ich wurde zum Verräter (Interdit de sejour)
- 1956: Dem Satan ins Gesicht gespuckt (Le feu aux poudres)
- 1957: Arsène Lupin, der Millionendieb (Les aventures d'Arsène Lupin)
- 1957: Der sechste Mann (Tous peuvent me tuer)
- 1957: Heiße Küsse – scharfe Schüsse (Incognito)
- 1958: Blonde Fracht und schwarze Teufel (Des femmes disparaissent)
- 1958: Eine Kugel im Lauf (Une balle dans le canon)
- 1960: Candide oder: Der Optimismus im 20. Jahrhundert (Candide ou optimisme au XXième siècle)
- 1960: Inspektor Kent jagt flotte Puppen (Le saint mène la danse)
- 1962: Ein Herr aus besten Kreisen (Le gentleman d'Espsom)
- 1962: Lautlos wie die Nacht (Melodie en sous-sol)
- 1963: Mein Onkel, der Gangster (Les Tontons flingueurs)
- 1964: Bei Oscar ist ’ne Schraube locker (Une souris chez les hommes)
- 1964: Jagd auf Männer (La chasse à l‘homme)
- 1964: Mordrezepte der Barbouzes (Les Barbouzes)
- 1965: Die Damen lassen bitten (Les bons vivants)
- 1965: Ganoven rechnen ab (La metamorphose des cloportes)
- 1966: Geliebter Schuft (Tendre voyou)
- 1967: Der Bulle (Le pacha)
- 1970: Kalter Schweiß (De la part des copains)
- 1972: Granier, die Null (Un cave)

Literarische Vorlage
- 1954: Wenn es Nacht wird in Paris (Touchez pas au Grisbi) (auch Drehbuch)
- 1962: Futter für süße Vögel (Du mouron pour les petits oiseaux)
- 1961: Der Herr mit den Millionen (Le cave se rebiffe) (auch Drehbuch)
- 1963: Mein Onkel, der Gangster (Les tontons flingueurs) (auch Drehbuch)